# Eduardo Campos

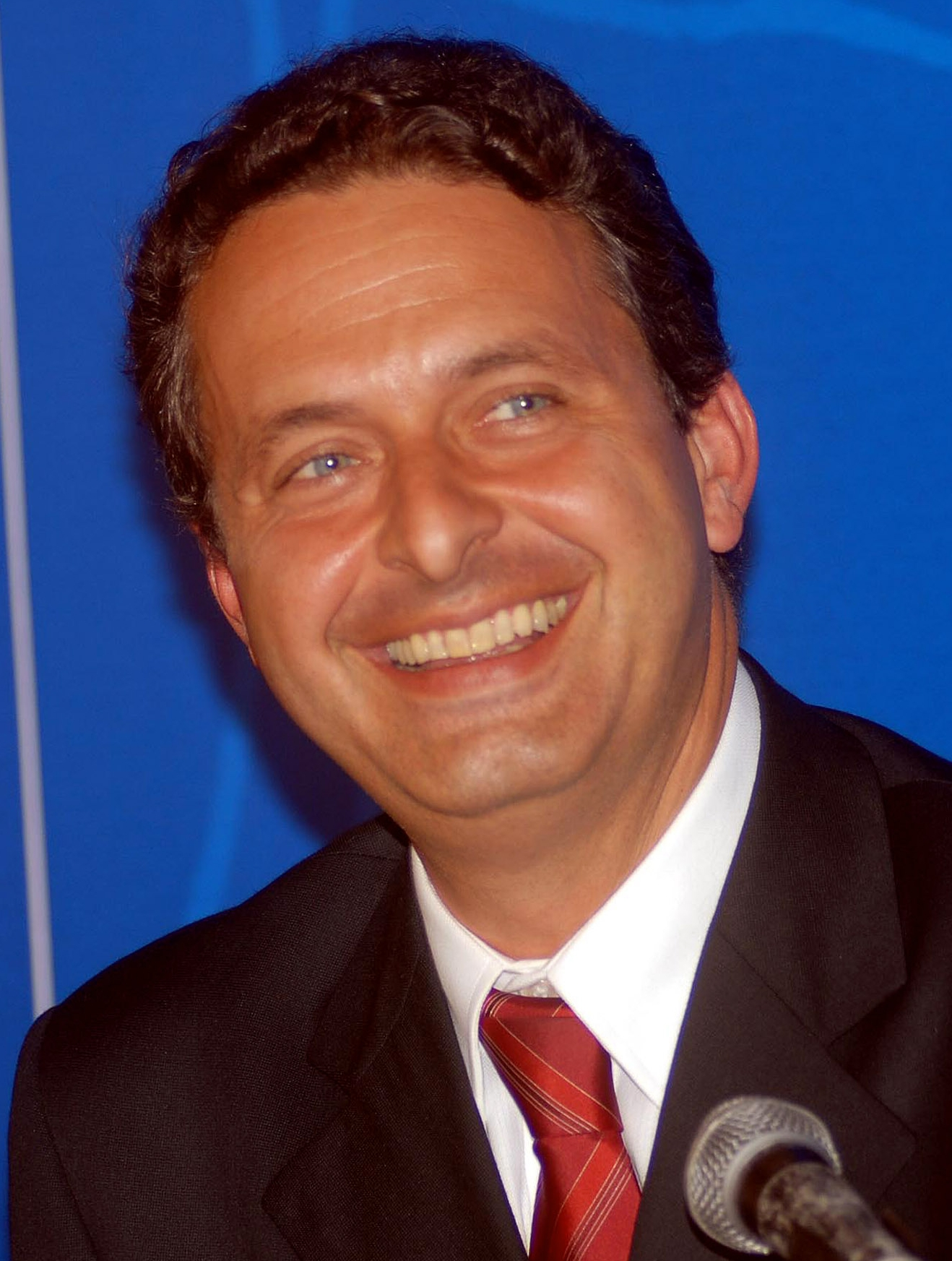
Eduardo Campos (2006)

Eduardo Henrique Accioly Campos (* 10. August 1965 in Recife; † 13. August 2014 in Santos) war ein brasilianischer Ökonom, Politiker und Kandidat der Präsidentschaftswahl 2014. Er war der 55. Gouverneur von Pernambuco und des Weiteren Präsident des Partido Socialista Brasileiro (PSB).

## Leben
Campos, Sohn des Schriftstellers Maximiano Campos und der Politikerin Ana Arraes, studierte Ökonomie an der Universidade Federal de Pernambuco (UFPE) und begann seine politische Karriere im Bundesstaat Pernambuco. Er war Kabinettschef seines Großvaters Miguel Arraes und bekleidete danach weitere Ämter in der Regierung des Bundesstaates. Später wurde er für den Partido Socialista Brasileiro Abgeordneter. Von 2004 bis 2005 gehörte Campos als Wissenschafts- und Technologieminister dem Kabinett von Luiz Inácio Lula da Silva an. Von 2007 bis April 2014 war er, wie bereits sein Großvater, Gouverneur des Bundesstaates Pernambuco. Im Frühjahr 2014 gab er seine Kandidatur bei der Präsidentschaftswahl im Oktober desselben Jahres bekannt.
Er heiratete die Ökonomin Renata de Andrade Lima Campos, mit der er fünf Kinder hatte. Beim jüngsten Sohn wurde das Down-Syndrom diagnostiziert.

## Politische Karriere

### Minister für Wissenschaft und Technologie
Im Jahre 2004 wurde Campos vom damaligen Präsidenten Lula da Silva der bis dahin jüngste Minister des Landes mit der Übernahme der Ressorts Wissenschaft und Technologie. Unter Campos wurde das Programm für Biosicherheit verabschiedet, das die Nutzung von embryonalen Stammzellen für wissenschaftliche und transgenetische Zwecke erlaubte.
Eine weitere herausragende Leistung war die Einführung der „Olympiade der Mathematik“ in öffentlichen Schulen Brasiliens.

### Gouverneur von Pernambuco (2007–2014)
Als herausragende Leistungen sind während seiner Regierungszeit als Gouverneur von Pernambuco vor allem den Anstoß zu infrastrukturelle Verbesserungen zu verzeichnen. Zu solchen Projekten gehören unter anderem der Ausbau des Gleisnetzes der Ferrovia Transnordestina, der Bau der Ölraffinerie in der Stadt Abreu e Lima, der Bau der Produktions- und Verarbeitungsstätte für Blutderivate Hemobrás und der Neubau der Bundesstraße BR-101.

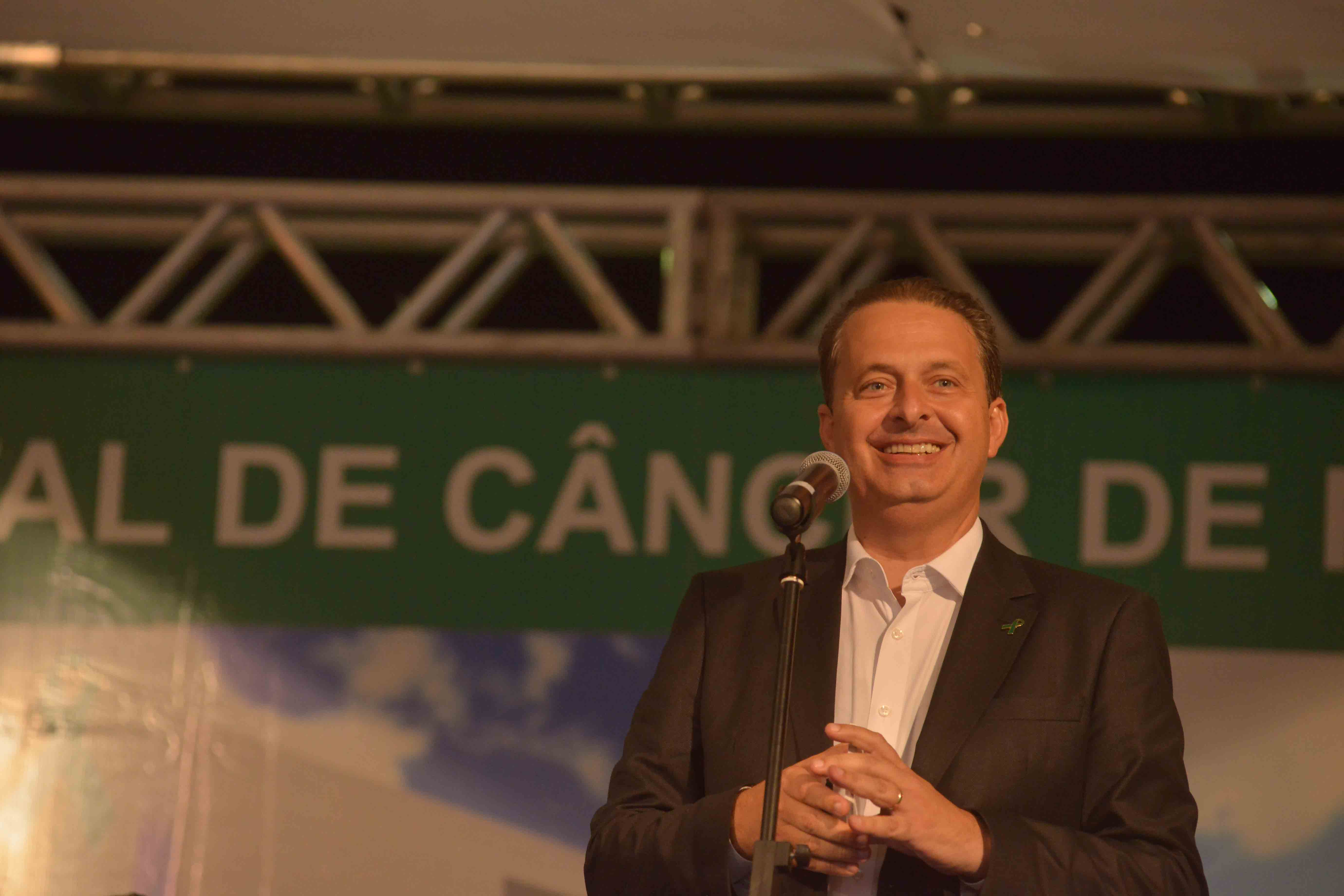
Erweiterungseröffnung im onkologischen Krankenhaus von Recife

Der Sozialist veröffentlichte sämtliche Haushaltszahlen im Internet. Aufgrund der vorbildlichen Wirtschaftlichkeit des Bundesstaates Pernambuco wurde er in einem Ranking aller 27 Bundesstaaten durch die Nicht-Regierungs-Organisation Transparência Brasil auf Platz zwei gewählt. Pernambuco konnte 2009 ein überdurchschnittliches Wachstum von 3,5 % erzielen. Das Investitionsvolumen stieg im selben Jahr von 600.000 Mio. auf über 2,4 Milliarden Reais.
Mit dem neuen Sicherheitsprogramm Pacto pela Vida sank die Mordrate um 39,10 %. Auch Raubdelikte und Diebstähle sanken zwischen 2007 und 2013 um über 30 %. In den ersten Monaten des Jahres 2014 stieg die Mordrate allerdings entgegen dem einst positiven Trend wieder signifikant an.
Des Weiteren wurden drei neue Krankenhäuser im Großraum Metropolregion Recife gebaut und 14 Ambulatorien zur Erstversorgung. Nicht zuletzt infolgedessen verzeichnete Pernambuco zwischen 2006 und 2013 die am schnellsten wachsende Lebenserwartung (plus 3,72 Jahre). Die Kindersterblichkeit konnte um 47,5 % gesenkt werden. Dieser Trend war vor allem dem neuen gynäkologischen und pädiatrischem Krankenhaus geschuldet, das werdende Mütter und Neugeborene aus dem Umkreis der Stadt Caruaru und aus Groß-Recife versorgt.
Durch das signifikante Wirtschaftswachstum entstanden in Pernambuco zwischen 2007 und 2013 rund 560.000 sozialversicherungspflichtige Arbeitsplätze. Firmen wie Sadia (Vitória de Santo Antão), Perdigão (Bom Conselho), Novartis (Goiana), Kraft Foods (Vitória de Santo Antão) und Fiat Chrysler (Goiana) ließen sich in diesem Zeitraum im Bundesstaat nieder.

### Bruch mit der Regierung Dilma Rousseff
Nach den Unruhen im Jahre 2013 während des FIFA-Konföderationen-Pokal verließ die PSB unter Campos Führung das Regierungsbündnis mit der Präsidentin Dilma Rousseff an seiner Spitze. Sämtliche Vertrauensämter wurden auf der gesamten Regierungsebene zurückgegeben.
Ein Hauptargument für den Bruch war die aus Sicht der PSB zu enge Bindung von Regierung und traditionellen Parteien wie der PMDB. Daraufhin lud die Partei Marina Silva und ihre alliierten Parteien ein, gemeinsam mit Campos als Präsident die neue Regierung ab 2015 zu bilden. Dieses neue Parteienbündnis nennt sich „Neue Politik“. Der Bruch war nicht im einhelligen Konsens der Partei geschehen, was zur Abspaltung ihres regierungstreuen Teils des Bundesstaates Ceará führte. Die führende Stimme der Abspaltung, Ciro Gomes, bezeichnete Campos als einen Trittbrettfahrer, der das Erbe seines Großvaters ganz in Kolonialherren-Manier weiterführen würde. Unter Campos sähe er den Untergang der Partei voraus.
Campos kritisierte im Juli 2014, dass Projekte wie die Umleitung des Rio São Francisco und der Ausbau der Eisenbahn des Nordostens durch Präsidentin Dilma wieder in Vergessenheit zu drohen geraten.

### Aufklärung der Todesumstände
Am 13. August 2014 war Campos im Zuge seines Präsidentschaftswahlkampfes, aus Rio de Janeiro kommend, in die Stadt Guarujá im Bundesstaat São Paulo unterwegs, als sein Flugzeug, eine Cessna 560 XL aus bisher ungeklärten Gründen abstürzte. Das Unglück ereignete sich während schlechter Wetter- und Sichtbedingungen nach einem abgebrochenen Landeanflug auf den Militärflughafen der Stadt Santos. Während der Vorbereitungen zum zweiten Landeversuch stürzte das Flugzeug in eine Wohnsiedlung des Stadtteiles Boqueirão. Alle sieben Insassen kamen ums Leben. Sechs Bewohner von Boqueirão wurden leicht verletzt. Die Opfer waren nur durch eine DNA-Analyse identifizierbar.
Die aus dem Flugzeugwrack geborgene Black Box enthielt keine Informationen über den Absturz. Wie Experten der Luftwaffe FAB mitteilten, stamme die Audio-Aufzeichnung des Flugschreibers von einem vorhergehenden, nicht aber vom betroffenen Absturzgeschehen. Berichte von Augenzeugen, das Flugzeug sei brennend abgestürzt, konnten durch die Aufnahmen einer Webcam widerlegt werden, die wenige Tage später auftauchte, auf denen die abstürzende Maschine eindeutig als die Eduardo Campos identifiziert werden konnte.
Am 17. August 2014 fand in Recife unter großer Anteilnahme der Bevölkerung vor dem Regierungssitz des Gouverneurs von Pernambuco, dem Palácio do Campo das Princesas, ein Trauergottesdienst unter Leitung des Erzbischofs von Recife und Olinda, Dom Antônio Fernando Saburido, statt. Campos wurde auf dem Friedhof Santo Amaro in Recife in der Familiengrabstätte neben seinem Großvater Miguel Arraes beerdigt. Auch der Großvater verstarb an einem 13. August (2005).